# Teología del anabaptismo

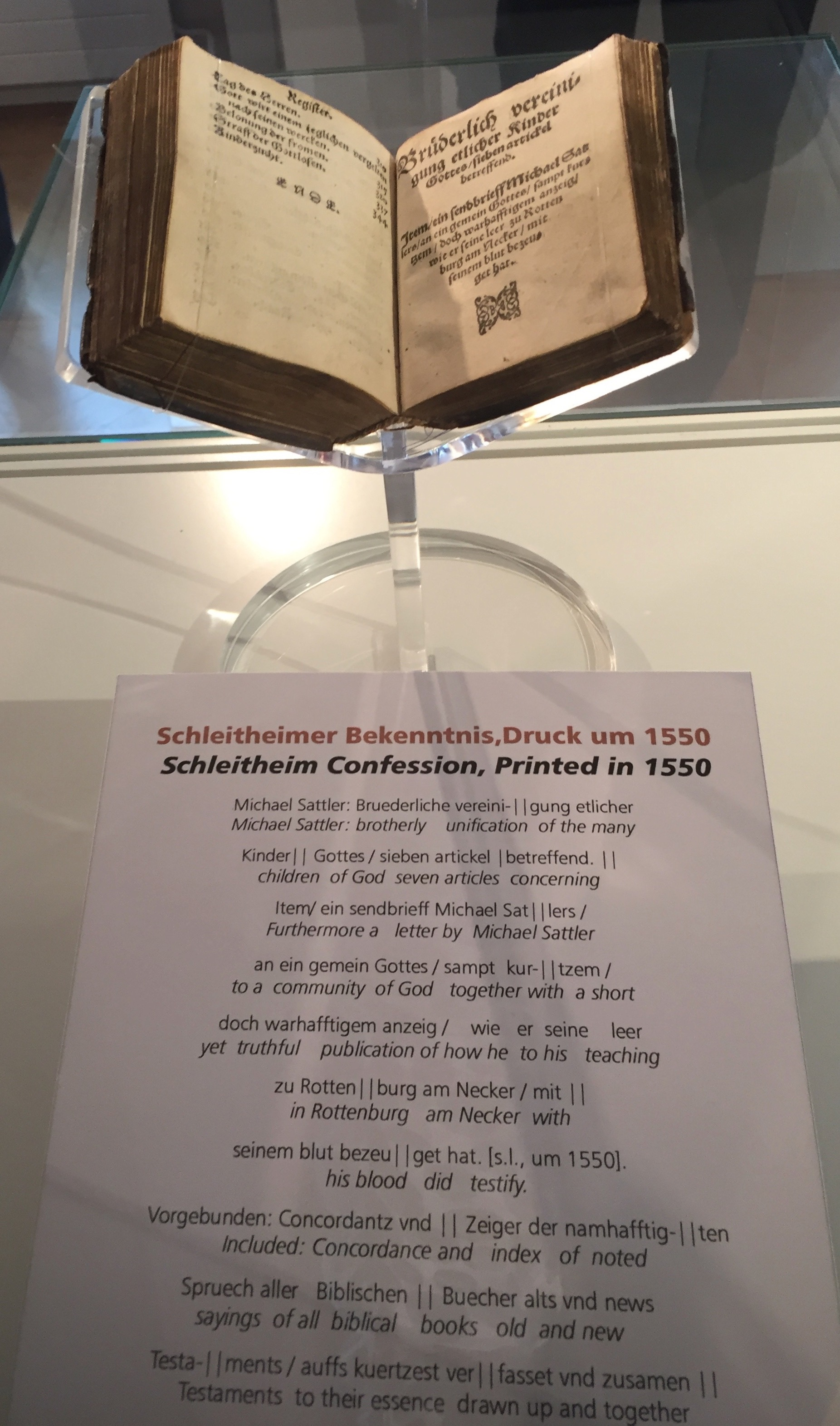
Una copia de la Confesión de Schleitheim, la confesión de fe anabaptista (1527)

La teología del anabaptismo (o anabautismo) es una tradición teológica que refleja la doctrina de las iglesias anabaptistas. Las principales ramas del anabaptismo (incluidos los menonitas, los amish, los huteritas, los Bruderhof, Iglesia de los Hermanos, los hermanos del río y la iglesia de cristianos apostólicos) están de acuerdo en las doctrinas fundamentales, pero tienen matices en la práctica. Si bien la adhesión a la doctrina es importante en el anabaptismo, se enfoca más en actualizar la justicia y la santidad que en formular la teología.
Fuentes importantes de la doctrina anabaptista son la Confesión de Schleitheim y la Confesión de fe de Dordrecht, las cuales han sido sostenidas por muchas iglesias anabautistas a lo largo de la historia.
John S. Oyer afirma que los Amish del Antiguo Orden tienen una teología implícita que se puede encontrar en su hermenéutica bíblica, pero se interesan poco por la teología explícita, formal y sistemática. Es más fácil descubrir su teología implícita hablando con ellos que leyendo documentos escritos.
Según Oyer, su teología implícita es práctica, no teórica.La fuente escrita más importante de la teología Amish, según Oyer, son "1001 preguntas y respuestas sobre la vida cristiana".
Los huteritas poseen un relato de sus creencias escrito por Peter Riedemann (Rechenschafft unserer Religion, Leer und Glaubens) y se conservan tratados y cartas teológicas de Hans Schlaffer, Leonhard Schiemer y Ambrosius Spittelmaier.

### La Biblia
Pese a que los primeros anabaptistas daban mucho valor a la Biblia, insistían en que a menos que fuera interpretada con la ayuda del Cristo viviente en el corazón, la misma fácilmente se puede convertir en una "letra muerte." C. Arnold Snyder describe su punto de vista con las palabras a continuación:

En cuanto a la autoridad de las Escrituras, para ejemplar, los anabaptistas insistían que el Espíritu Santo tenía que involucrarse con la letra. Por ejemplo, un campesino iluminado espiritualmente sería un interpretador de las Escrituras más confiable que un profesor de los idiomas bíblicas que no tenía al Espíritu Santo. A excepción de unos cuantos personas espiritualistas y proféticas, los anabaptistas leían y interpretaban el texto de la Biblia de una manera muy práctico y no teológicamente.... Los anabaptistas no podían estar de acuerdo con el concepto de que las autoridades políticas tuvieran el derecho de decidir puntos de interpretación bíblica o decretar puntos de fe o práctica para la iglesia. Así, desafían la estrecha relación Iglesia-Estado que habían dado por sentada los reformadores protestantes.
Los anabaptistas sostienen que toda la Biblia es la palabra de Dios, al tiempo que insisten en que el Nuevo Testamento es la regla de fe y práctica de la iglesia. Los anabaptistas Hans Denck y Ludwig Hätzer fueron los responsables de la primera traducción de los Profetas del Antiguo Testamento del hebreo al alemán.
La tradición Amish del cristianismo anabaptista utiliza la Biblia de Lutero, que contiene el Antiguo Testamento, los libros apócrifos y el Nuevo Testamento; Las ceremonias de boda amish incluyen "el recuento del matrimonio de Tobías y Sarah en los libros apócrifos". Los textos sobre los martirios bajo Antíoco IV en la sección intertestamental de la Biblia (llamada apócrifa) que contiene 1 Macabeos y 2 Macabeos son muy apreciados por los anabaptistas, que enfrentaron persecución a lo largo de su historia.

### La cristología
La cristología aborda la persona y obra de Jesucristo, en relación con su divinidad, humanidad y obra de salvación. Los anabaptistas del siglo XVI eran trinitarios ortodoxos que aceptaban tanto la humanidad como la divinidad de Jesucristo y la salvación mediante su resurrección. En cuanto a su humanidad, ciertos anabaptistas adoptaron puntos de vista algo diferentes, lo que los dejó expuestos a acusaciones de herejía. Melchior Hoffman, Menno Simons, Dirk Philips y otros sostuvieron y enseñaron una idea que ha sido denominada "carne celestial". Hans Denck (1500-1527) sostenía una opinión a menudo llamada "Logos Cristología", pero su opinión fue mucho menos influyente en el movimiento en su conjunto.
Al intentar explicar cómo surgieron las dos naturalezas de Jesucristo, Menno Simons y Dirk Philips concluyeron y enseñaron que Jesús no obtuvo su humanidad de María. Este punto de vista también ha sido llamado la doctrina de la "carne celestial" y la "cristología encarnada". En este punto de vista dependían de Melchior Hoffman, quien probablemente fue influenciado en este punto de vista por Kaspar Schwenkfeld von Ossig. Hoffman escribió: "Ya hemos oído suficiente que toda la simiente de Adán, ya sea hombre, mujer o virgen, es maldecida y entregada a la muerte eterna. Ahora bien, si el cuerpo de Jesucristo fuera también tal carne y de esta simiente... se deduce que la redención aún no ha ocurrido. Porque la simiente de Adán pertenece a Satanás y es propiedad del diablo." De manera similar Menno concluyó: "De la misma manera la semilla celestial, es decir, la Palabra de Dios, fue sembrada en María, y por su fe, siendo concebida en ella por el Espíritu Santo, se hizo carne y fue nutrida en su cuerpo; y por eso se llama fruto de su vientre, así como un fruto o descendencia natural se llama fruto de su madre natural." En 1632, 71 años después de la muerte de Menno Simons, y cerca del final del primer siglo del anabaptismo holandés, la mención de la cristología de Menno quedó fuera de la Confesión de fe de Dordrecht. La doctrina de la "carne celestial" no sólo fue un punto de controversia entre menonitas y protestantes en el siglo XVI y principios del XVII (se denuncia explícitamente en la Confesión belga), sino que también fue una fuente de controversia entre grupos anabaptistas.
En Polonia y los Países Bajos, ciertos anabaptistas negaron la Trinidad, de ahí el dicho de que un sociniano era un bautista erudito (ver Socinus ). Con estos, Menno y sus seguidores se negaron a comulgar. El anabaptismo italiano tenía un núcleo antitrinitario pero era parte del anabaptismo en general. En su trabajo, Stella mostró las conexiones de ese movimiento con el espiritismo napolitano (especialmente Juan de Valdés ), pero también hizo la conexión con los marranos.

### La soteriología

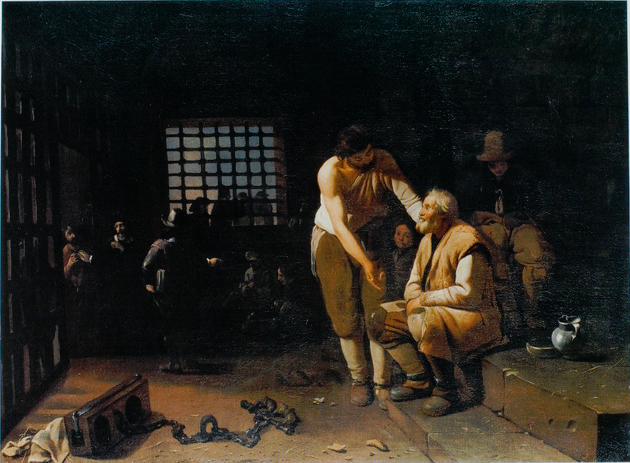
Visitando a los encarcelados por Michiel Sweerts (1649)

La doctrina anabaptista enseña que "la verdadera fe conlleva un nuevo nacimiento, una regeneración espiritual por la gracia y el poder de Dios; los 'creyentes' son aquellos que se han convertido en hijos espirituales de Dios."
La Iglesia Dunkard Brethren, surgido del movimiento Hermanos Schwarzenau, lo define como:
El nuevo nacimiento es un cambio realizado en el alma de los hombres, por el cual son cambiados las aficiones y los deseos del corazón de un amor para lo material carnal y mundanal a un amor a lo spiritual y celestial. Este cambio es realizado por el Espíritu Santo a través de la Palabra de Dios. (1 Pedro 1.23, 1 Cor. 4.15, Juan 3.5, 2 Cor. 5.17, Rom. 6.4, Fil. 3.1-2)
"El inicio de la senda Anabaptista a la salvación fue marcado no por un sentir forensico basado en "sólo fe," sino por el proceso integral de arrepentimiento, abnegación, fe, renacimiento y obediencia. Este proceso fue marcado por el símbolo bíblico de el bautismo." Luego de convertirse a Cristo, la teología anabaptista pon hincapié en "la fe que obra".
Aunque el anabaptismo enseña que "... la salvación por fe por medio de la gracia, dicho fe tiene que llevar "fruto visible en arrepentimiento, conversión, regeneración, obediencia y una vida transformada, dedicada al amor a Dios y al vecino, a través del poder del Espíritu Santo.

### El no resistir lo malo
La mayoría de los anabaptistas sostienen que la violencia está mal, al igual que apoyar la violencia mediante acciones personales, como unirse al ejército. Esto también incluye la oposición al aborto y a la pena capital.

### El perdonar
La doctrina anabaptista enfatiza la práctica del perdón a los que les hayan dañado o física o emocionalmente. Por ejemplo, en los casos en que los conductores de automóviles sufren accidentes con carritos tirados por caballos que resultan en la muerte de personas del Viejo Orden Amish, entre otras situaciones, sus familias perdonan al perpetrador.
 
En casos de accidentes vehiculares, los amish del viejo orden a menudo son contactados por abogados que los alientan a presentar demandas; Los Amish del Antiguo Orden rechazan estas propuestas por estar en conflicto con sus creencias religiosas cristianas, sosteniendo que "no creemos en aprovecharnos de alguien y quitarle su dinero".
Como reflejo de los principios de paz y no resistencia a lo malo, las creencias religiosas anabaptistas no permiten la presentación de demandas.
Representantes de la comunidad amish del antiguo orden han dicho que "preferirían quedarse cortos de dinero" que presentar una demanda.

### La modestia y el velo de mujer cristiana

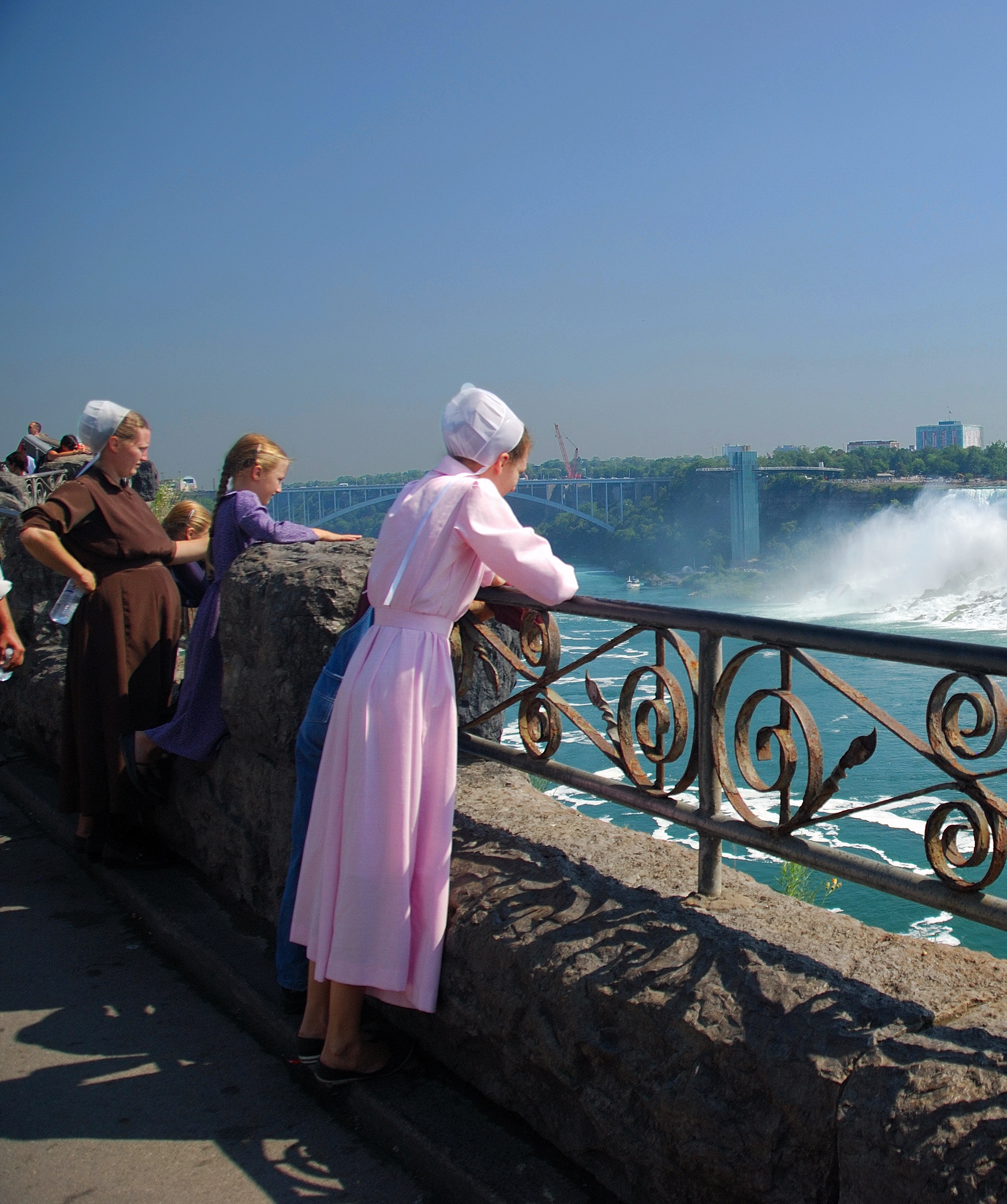
Una dama cristiana anabaptista vestida con una capa y un tocado

El cristianismo anabaptista enfatiza la importancia de la modestia, y las comunidades anabautistas tradicionales la practican en forma de vestimenta sencilla . Esta práctica es un reflejo de la doctrina anabaptista de la inconformidad con el mundo, que se deriva de Romanos 12:2. El influyente obispo menonita Daniel Kauffman, que codificó el texto teológico anabaptista Manual de doctrinas bíblicas, explica que hay dos categorías de humanos: "(1) aquellos que siguen la 'concupiscencia de la carne, la concupiscencia de los ojos y el orgullo'. de la vida": el mundo; (2) aquellos que toman a Cristo como fundamento y permiten que sus vidas sean gobernadas por principios de derecho: el cuerpo de Cristo. La simple amonestación de nuestro texto a aquellos que constituyen el cuerpo de Cristo es, 'No te permitas ser como el mundo'". La transformación de la que se habla en Romanos 12:2, según Kauffman, implica este concepto: "Siempre que hay un cambio de mentalidad, hay un cambio en todas las cosas. cosas sujetas a la mente."

## Las ordenanzas
Desde sus inicios, los anabaptistas han buscado restaurar el cristianismo primitivo.
Se han enseñado siete ordenanzas en muchas iglesias anabautistas, las cuales incluyen "el bautismo, la comunión, el lavamiento de los pies, el matrimonio, la unción con aceite, el beso santo y el uso del velo para la mujer cristiana".

### El bautismo
La doctrina anabaptista acerca del bautismo es una de sus características más conocidos. De hecho, esa doctrina les sirvió para ser pegado del nombre de "bautizadores de la segunda vez". Para ellos, el bautismo se da sólo a los creyentes arrepentidos que sabían que se hayan nacidos por el Espíritu Santo, no a los niños que lo ignoraban. Desde este punto de vista desafiaron tanto a la Iglesia Católica Romana como a los reformadores protestantes. Además, los anabaptistas rechazaron todo bautismo católico romano y protestante magistral (luterano, anglicano y reformado) como inválido. Por lo tanto, bautizaron de nuevo a quienes consideraban que no hubieran recibido ninguna iniciación cristiana y afirmaron que su bautismo después de la profesión de fe era el primer bautismo legítimo. Según se informa, uno de los primeros bautismos de adultos de la Reforma se realizó públicamente en Zúrich, Suiza, en enero de 1525. Según la Confesión de Schleitheim (1527):
El bautismo será dado a todos aquellos que han aprendido el arrepentimiento y la enmienda de vida, y que creen de todo corazón que sus pecados han sido quitados por Cristo, y a todos los que caminan en la resurrección de Jesucristo, y desean ser sepultados con él en muerte, para que puedan resucitar con él y a todos aquellos que con este significado nos lo piden y lo exigen para sí. Esto excluye todo bautismo infantil, la mayor y principal abominación del Papa. En esto tenéis el fundamento y el testimonio de los apóstoles. Mateo 28, Marcos 16, Hechos 2, 8, 16, 19.

La Confesión de Dordrecht (1632) dice:
En cuanto al bautismo, confesamos que todos los creyentes arrepentidos que (mediante la fe, la regeneración y la renovación del Espíritu Santo, son hechos uno con Dios y están escritos en el cielo) deben, tras tal confesión bíblica de fe y renovación de vida, ser bautizados con agua, en el dignísimo nombre del Padre, y del Hijo, y del Espíritu Santo, según el mandato de Cristo, y la enseñanza, ejemplo y práctica de los apóstoles, para sepulturar de sus pecados y así incorporarse a la comunión de los santos. De aquel entonces y en adelante debe aprender a poner por obra todo lo que el Hijo de Dios ha enseñado, dejado y mandado a sus discípulos.
El concepto del bautismo de los creyentes atrajo la atención principal de los anabaptistas continentales del siglo XVI, pero el modo llegó a ser disputado en algunos lugares. La mayoría parece haber enseñado y practicado el bautismo por derramamiento, mientras que una minoría practicaba el bautismo por inmersión. Los escritos de Menno Simons parecen a veces promover la inmersión como el modo adecuado, pero su práctica era el verter. Bernhard Rothmann defendió la inmersión en su Bekentnisse, y Pilgram Marpeck copió esta idea en su Vermanung, pero debilitó la posición al aceptar el verter o el rociar como modo alternativo. La forma de bautismo fue debatida por los huteritas y los hermanos polacos a principios del siglo XVII, y los argumentos a favor de la inmersión del líder polaco Christoph Ostorodt se incorporaron en la Confesión de Fe de Racovia en 1604. Servet defendió firmemente la inmersión. Los menonitas, los hermanos suizos, los anabautistas del sur de Alemania y los huteritas no estaban tan preocupados por el modo y, aunque no rechazaron la inmersión, se aceptaron que el derramamiento era mucho más práctico y creían que era el modo bíblico. Como tal, las denominaciones anabaptistas como los menonitas, los amish y los huteritas utilizan el verter como modo para administrar el bautismo de los creyentes, mientras que los anabaptistas de las tradiciones de los hermanos Schwarzenau, los hermanos del río y la iglesia de los cristianos apostólicos bautizan por inmersión.  En la práctica de la Iglesia Cristiana Apostólica, después de que un arrepentido recibiera el bautismo de creyente:
El creyente está sellado con el Espíritu Santo prometido. El mismo se reconoce y se simboliza en una oración de consagración por el poner de los manos de un presbítero. Como miembro del cuerpo de Cristo, el creyente experimenta el crecimento y la edificación dentro de la iglesia. Rom. 12.5, Efe. 1.13, Efe. 4.15, 1 Tim. 4.14, Heb. 6.1-2 

### El lavatorio de los pies
En las iglesias anabaptistas de la tradición de los Hermanos Schwarzenau y la tradición de los Hermanos del Río, la Fiesta del Amor incluye el lavado de pies, el beso santo y la comunión, además de compartir una comida comunitaria.

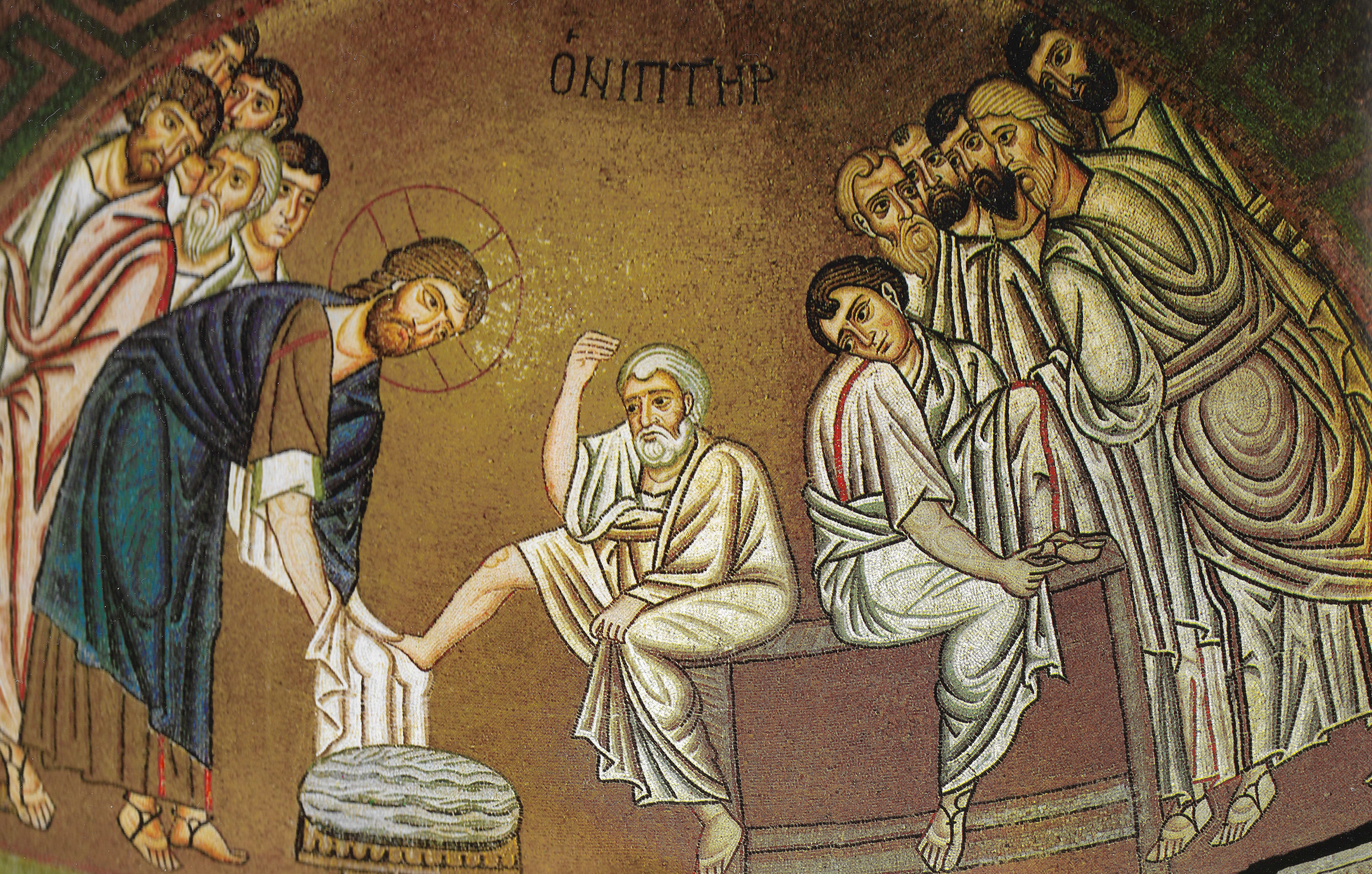
Un mosaico antiguo que representa el lavado de pies realizado por Jesús a sus discípulos.

Muchas comunidades anabaptistas, siendo los huteritas una excepción notable, practican el lavado de pies en obediencia al mandato de Jesús en KJV para aquellos que lo siguen "de lavarse los pies unos a otros". Después de la muerte de los apóstoles o del fin de la Era Apostólica, se continuó con la práctica.
El teólogo menonita JC Wenger afirmó que “no existe ninguna consideración exegética contra la observancia del lavado de los pies, por ejemplo, que no se oponga también a la observancia del bautismo”.

### El beso santo
Los anabautistas se saludan unos a otros con un beso santo (especialmente durante la Fiesta del Amor), en obediencia a los mandatos del Nuevo Testamento en 16:16, 16:20, 13:12, 5:26 y 5:14 . Esta ordenanza apostólica fue ordenada por los primeros Padres de la Iglesia, como Tertuliano, quien escribió que antes de salir de una casa, los cristianos deben dar el Santo Beso y decir "paz a esta casa"; El Santo Beso también se intercambió durante el culto. El teólogo y obispo menonita Daniel Kauffman enseñó que la ordenanza anabautista del Santo Beso fue enfatizada cinco veces en la Biblia por los Apóstoles, quienes "procuraban enseñar a sus seguidores el camino para alcanzar el más alto grado de perfección cristiana y, por lo tanto, se sintieron llamados a hacerlo", enseñar todo lo que tendiera a lograr este resultado."

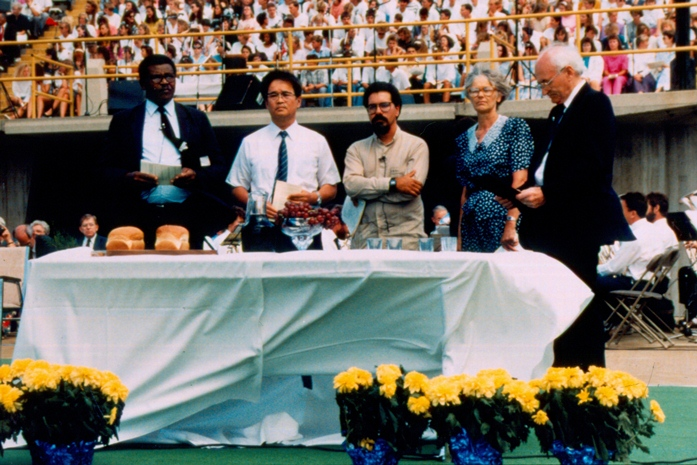
Menonita, una denominación anabaptista, celebrando la Cena del Señor

En la primera Confesión anabautista de Schleitheim, la fracción del pan es el término utilizado para la cena del Señor, también conocida como comunión o eucaristía. La visión anabaptista de la cena del Señor es similar a la visión zwingliana o simbólica. La naturaleza corporativa (comunión, unidad) de la participación se enfatiza en mayor grado que en muchas comuniones. Pilgram Marpeck escribió: "Como miembros de un solo cuerpo, proclamamos la muerte de Cristo y la unión corporal lograda por el amor fraternal inmaculado". La terminología sacramento es generalmente rechazada. Marpeck escribió además: "El verdadero significado de la comunión está desconcertado y oscurecido por la palabra sacramento". En relación con la cena del Señor, muchos anabaptistas enfatizan el rito del lavatorio de los pies. Los anabaptistas ubican la presencia de Jesús no en los elementos eucarísticos mismos, sino que enseñan que "el misterio de la comunión con el Cristo viviente en su Cena surge por el poder del Espíritu, que habita y actúa a través de los miembros reunidos del Cuerpo de Cristo". Así, en las celebraciones de la Sagrada Comunión, "las congregaciones anabaptistas miraban a Cristo vivo en sus corazones y en medio de ellos, quien transformaba miembros y elementos juntos en una comunión misteriosa, creando su Cuerpo en muchos miembros, molidos como granos y triturados como uvas, en un pan y una bebida."

### Unción con aceite
Los anabaptistas observan la ordenanza de ungir a los enfermos en obediencia a Santiago 5:14-15. En un compendio de la doctrina anabautista, Daniel Kauffman afirmó: "Creemos, sin embargo, que el apóstol quería que el aceite se aplicara como ritual religioso, a razón de que:
1. Los enfermos fueron mandados a pedir que vinieran los presbíteros de la iglesia. Si fuera sólo para lo sanitario, hubieran mandado que pidieran que viniese un médico.
2. El apóstol dice: "La oración del enfermo salvará al enfermo." Por eso, creemos que el aceite (que en su uso natural era sanar) se utilizase como símbolo de la gracia de Dios, lo cual, como respuesta a la oración del justo, él aplica como bálsamo a los enfermedades naturales y espirituales el hombre que sufre."[22]

## Citas
1. ↑  Hershberger, Guy F. (6 de marzo de 2001). The Recovery of the Anabaptist Vision (en inglés). Wipf & Stock Publishers. p. 65. ISBN 9781579106003. «The Schleitheim articles are Anabaptism's oldest confessional document.»
2. ↑  Hartzler, Rachel Nafziger (30 de abril de 2013). No Strings Attached: Boundary Lines in Pleasant Places: A History of Warren Street / Pleasant Oaks Mennonite Church (en inglés). Wipf and Stock Publishers. ISBN 978-1-62189-635-7.
3. ↑  John S. Oyer: Is there an Amish Theology (¿Existe una teología amish?) en Lydie Hege et Christoph Wiebe: Les Amish : origine et particularismes 1693-1993, Los amish: origin y cáracter 1693-1993, Ingersheim, 1996, pages 278-302.
4. ↑  John S. Oyer: Is there an Amish Theology in Lydie Hege et Christoph Wiebe: Les Amish : origine et particularismes 1693-1993, Ingersheim, 1996, page 300.
5. ↑  1001 Questions and Answers on the Christian Life, (1001 Preguntas y respuestas en cuanto a la vida cristiana) escrito por 20 miembros del ministerio y laícos amish dentro de distintas comunidades, publicado por Pathway Publishers, Aylmer, Ontario y Lagrange, Indiana, 1992.
6. ↑  1001 Preguntas y respuestas en cuanto de la vida cristiana
7. ↑  Ambrosius Spittelmaier at deutsche-biographie.de
8. ↑  Snyder, C. A. (20 de julio de 2004). Following in the Footsteps of Christ: The Anabaptist Tradition. Orbis Books. p. 25. ISBN 978-1-57075-536-1.
9. 1 2  Martin, Nolan C. (9 de mayo de 2022). «Key Differences Between Evangelicals and Anabaptists» (en inglés). Charity Christian Fellowship. Consultado el 15 de mayo de 2022.
10. ↑  Wesner, Erik J. «The Bible» (en inglés). Amish America. Consultado el 23 de mayo de 2021.
11. ↑  de Silva, David A. (20 de febrero de 2018). Introducing the Apocrypha: Message, Context, and Significance (en inglés). Baker Books. ISBN 978-1-4934-1307-2.
12. ↑  Faber, J. «Anabaptist Thinking about the Incarnation». Consultado el 16 de diciembre de 2023.
13. ↑  Sheldrake, Philip (1 de enero de 2005). The New Westminster Dictionary of Christian Spirituality (en inglés). Westminster John Knox Press. p. 104. ISBN 978-0-664-23003-6.
14. 1 2  Dunkard Brethren Church Polity. Dunkard Brethren Church. 1 de noviembre de 2021.
15. ↑  Roth, Mark. «Anabaptists: A Faith That Works» (en inglés). Christian Light Publications.
16. ↑  Batten, Alicia J. (2018). «Early Anabaptist Interpretation of the Letter of James» (en inglés). Conrad Grebel University College. Archivado desde el original el 5 de mayo de 2022. Consultado el 21 de marzo de 2024.
17. 1 2 3  «She has forgiven, but lack of insurance won't let Amish woman forget» (en inglés). The Mercury News. 7 de diciembre de 2010. Consultado el 1 de junio de 2021.
18. ↑  «Amish Grace and Forgiveness» (en inglés). LancasterPA.com. Consultado el 1 de junio de 2021.
19. ↑  Casiodoro de Reina; Cipriano de Valera (1909). «1 Corintios 6, 1-8». Biblia, versión Reina-Valera (Wikisource).
20. 1 2  Caniglia, John (6 de agosto de 2015). «A refusal to sue: The Amish's religious beliefs make them vulnerable in everyday life» (en inglés). The Plain Dealer. Consultado el 1 de junio de 2021.
21. ↑  «Lawsuits» (en inglés). Third Way. Consultado el 1 de junio de 2021.
22. 1 2 3 4 5 6 7 8  Kauffman, Daniel (1898). Manual of Bible Doctrines. Elkhart, Indiana: Mennonite Publishing Co.
23. ↑  Redekop, Calvin; Beitzel, Terry (14 de junio de 2019). Service, The Path To Justice (en inglés). FriesenPress. p. 165. ISBN 978-1-5255-3584-0.
24. ↑  Kraybill, Donald B. (1 de noviembre de 2010). Concise Encyclopedia of Amish, Brethren, Hutterites, and Mennonites (en inglés). JHU Press. p. 107. ISBN 978-0-8018-9911-9.
25. ↑  Hostetler, John A. (April 1993). Amish Society (en inglés). JHU Press. p. 227. ISBN 978-0-8018-4442-3.
26. ↑  Hartzler, Rachel Nafziger (30 de abril de 2013). No Strings Attached: Boundary Lines in Pleasant Places: A History of Warren Street / Pleasant Oaks Mennonite Church (en inglés). Wipf and Stock Publishers. ISBN 978-1-62189-635-7.
27. ↑  Kurian, George Thomas; Day, Sarah Claudine (14 de marzo de 2017). The Essential Handbook of Denominations and Ministries (en inglés). Baker Books. ISBN 978-1-4934-0640-1. «The Conservative Mennonite Conference practices believer's baptism, seen as an external symbol of internal spiritual purity and performed by immersion or pouring of water on the head; Communion; washing the feet of the saints, following Jesus's example and reminding believers of the need to be washed of pride, rivalry, and selfish motives; anointing the sick with oil--a symbol of the Holy Spirit and of the healing power of God--offered with the prayer of faith; and laying on of hands for ordination, symbolizing the imparting of responsibility and of God's power to fulfill that responsibility.»
28. ↑  Kraybill, Donald B. (1 de noviembre de 2010). Concise Encyclopedia of Amish, Brethren, Hutterites, and Mennonites (en inglés). JHU Press. p. 23. ISBN 978-0-8018-9911-9. «All Amish, Hutterites, and most Mennonites baptized by pouring or sprinkling.»
29. ↑  Nolt, Steven M.; Loewen, Harry (11 de junio de 2010). Through Fire and Water: An Overview of Mennonite History (en inglés). MennoMedia. ISBN 978-0-8316-9701-3. «...both groups practiced believers baptism (the River Brethren did so by immersion in a stream or river) and stressed simplicity in life and nonresistance to violence.»
30. ↑  Brackney, William H. (3 de mayo de 2012). Historical Dictionary of Radical Christianity (en inglés). Scarecrow Press. p. 279. ISBN 978-0-8108-7365-0. «The birthdate in 1708 marked the baptism by immersion of the group in the River Eder, thus believer's baptism became one of the primary tenets of The Brethren.»
31. ↑  Statement of Faith (en inglés). Apostolic Christian Church of America. 2022. p. 2.
32. ↑  «Feetwashing in the Church of the Brethren» (en inglés). Anabaptist Mennonite Network. 1993. Consultado el 15 de mayo de 2022.
33. ↑  Fieldhouse, Paul (2017). Food, Feasts, and Faith: An Encyclopedia of Food Culture in World Religions 1. ABC-CLIO. p. 9. ISBN 978-1-61069-411-7.
34. ↑  Fahlbusch, Erwin; Lochman, Jan Milic; Bromiley, Geoffrey William; Mbiti, John S.; Pelikan, Jaroslav; Barrett, David B.; Vischer, Lukas (1999). The Encyclopedia of Christianity (en inglés). Wm. B. Eerdmans Publishing. p. 322. ISBN 978-90-04-11695-5. «In the early church, Tertullian indicates a knowledge of foot washing, noting that it was part of Christian worship (De cor. 8). Chrysostom encourages Christians to imitate the action of Jesus in John 13 (In Joh. hom. 70-71), as does Augustine (In Evange. Iohan. 55-57). Origen also advocates foot washing (In Gen. hom. 4.2). The Synod of Toledo (694) declared that footwashing should be observed on Maundy Thursday. Throughout the Middle Ages the Roman churches observed the practice on that day of Holy Week. The Greek church recognized for washing as a sacrament but seldom practiced it. In the 11th and 12th centuries the Albigenses and Waldenses observed foot washing as a religious rite. The Bohemian Brethren also practiced it in the 16th century.»
35. ↑  Stutzman, Paul Fike (1 de enero de 2011). Recovering the Love Feast: Broadening Our Eucharistic Celebrations (en inglés). Wipf and Stock Publishers. ISBN 978-1-4982-7317-6.
36. 1 2  Snyder, Arnold (2006). «Was the Bread Only Bread, and the Wine Only Wine? Sacramental Theology in Five Anabaptist Hymns» (en inglés). Conrad Grebel University College. Archivado desde el original el 7 de julio de 2022. Consultado el 28 de abril de 2022.

- Datos: Q7782239